# Landespolizei (Liechtenstein)
Die Landespolizei ist die einzige Polizeibehörde des Fürstentums Liechtenstein. Sie ist gemäss Polizeigesetz zuständig für die Aufrechterhaltung von Ordnung und Sicherheit, die Verfolgung von Straftaten, den Staatsschutz und die internationale Polizeizusammenarbeit. Darüber hinaus ist sie auch für den Betrieb des einzigen Gefängnisses im Fürstentum verantwortlich.

## Organisation
Die Landespolizei steht seit dem 2. Juli 2013 unter der Leitung des Polizeichefs Jules S. Hoch und ist dem Ministerium für Inneres der Regierung des Fürstentums Liechtenstein unterstellt. Sie gliedert sich in das Polizeikommando mit verschiedenen Stabsstellen, die beiden operativen Abteilungen der Sicherheits- und Verkehrspolizei sowie der Kriminalpolizei und die Serviceabteilung Kommandodienste.
Von den knapp 130 Angestellten haben zwei Drittel den Polizistenstatus, ein Drittel sind Zivilangestellte. Darüber hinaus unterhält die Landespolizei mit der Bereitschaftspolizei eine Einheit nebenamtlicher Polizisten, welche als Unterstützung des Schichtdienstes sowie zur Bewältigung spezieller sicherheitspolizeilicher Lagen eingesetzt wird.

### Sicherheits- und Verkehrspolizei
Die Sicherheits- und Verkehrspolizei ist die grösste Abteilung der Landespolizei. Die uniformierten Polizisten sind in vier Kommissariate aufgeteilt und für die Aufrechterhaltung von Ordnung und Sicherheit zuständig. Sie repräsentieren in ihren Patrouillenfahrzeugen die Landespolizei in der Öffentlichkeit und treffen bei allen polizeilich relevanten Ereignissen wie Häuslicher Gewalt, Einbrüchen und Diebstählen, Sachbeschädigungen und Verkehrsunfällen die ersten Massnahmen vor Ort. Die öffentliche Sicherheit bei Grossanlässen wie Fussballspielen zu gewährleisten gehört ebenso zu ihren Aufgaben wie durch regelmässige Kontrollen und Verkehrspräventionskampagnen Unfälle zu reduzieren.

#### Bereitschaftspolizei
Seit 1937 unterhält die Landespolizei zur Unterstützung der uniformierten Polizei eine Einheit aus nebenamtlichen Polizisten. Die Bereitschaftspolizei ist der Sicherheits- und Verkehrspolizei angegliedert und unterstützt die Landespolizei in erster Linie in sicherheitspolizeilichen Belangen, sei dies zur Verstärkung der Polizeipatrouillen oder bei Einsätzen im Ordnungs- und Sicherheitsdienst.
Die rund 30 Bereitschaftspolizisten sind berufstätige liechtensteinische Staatsbürger, die von der Landespolizei rekrutiert und sicherheitspolizeilich ausgebildet werden. Sie werden von der Landespolizei bei Bedarf in den Dienst versetzt und auf Stundenbasis entschädigt.

### Kriminalpolizei
Die Kriminalpolizei unterteilt sich in fünf Kommissariate und ermittelt aus eigenem Antrieb oder im Auftrag von Staatsanwaltschaft und Gericht. Ihre Ermittlungszuständigkeit reicht von Sexual- und Betäubungsmitteldelikten über Wirtschafts- und Eigentumsdelikte bis hin zu Kapitaldelikten.
Ebenfalls verfügt die Kriminalpolizei über eine eigene Kriminaltechnik, die für die forensische Spurensicherung an Tat- und Einsatzorten sowie erkennungsdienstliche Aufgaben zuständig ist. Auch fällt der polizeiliche Staatsschutz in die Zuständigkeit der Kriminalpolizei. Dieser ist umso bedeutender, als Liechtenstein keinen eigenständigen Nachrichtendienst unterhält.

### Kommandodienste
Die Kommandodienste sind eine klassische Dienstleistungsabteilung, die vielfältige Unterstützungsleistungen für die operativen Einheiten erbringt. Die zentrale Stelle ist dabei die Landesnotruf- und Einsatzzentrale, bei der jegliche Notrufe, Telefonate und Alarme über die Notrufnummern 112, 117 sowie 118 eingehen. Die zuständigen Disponenten koordinieren dort die Einsätze, bieten die nötigen Sicherheits- und Rettungsorganisationen auf und tätigen diverse Abfragen. Ebenfalls bei den Kommandodiensten angegliedert sind weitere Bereiche wie die Logistik, die IT sowie der Bereich der Internationalen Polizeikooperation mit dem Sirene-Büro, dem National Central Bureau von Interpol und der Kontaktstelle zu Europol. Das Büro der Internationalen Polizeikooperation dient als Single Point of Contact (SPOC) für sämtliche ein- und ausgehenden internationalen Informationsersuchen der Landespolizei.
Auch das Landesgefängnis ist organisatorisch der Abteilung Kommandodienste angegliedert. Die fachliche Zuständigkeit für Vollzugsfragen liegt jedoch beim Ministerium für Justiz. Das Gefängnis verfügt über 18 Hafträume, einen eigenen Frauentrakt und zwei Freiganghöfe. Es werden Untersuchungs- und Administrativhaften vollzogen. Für den Vollzug von Haftstrafen werden die Häftlinge in österreichische Justizanstalten verlegt.

### Polizeiliche Sondereinheiten
Bei der Landespolizei gibt es verschiedene im Milizsystem geführte Sondereinheiten.
InterventionseinheitDies ist die grösste Sondereinheit der Landespolizei. Zu den Hauptaufgaben zählen die Bewältigung von Lagen mit erhöhten sicherheitspolizeilichen Anforderungen (z. B. Verhaftung von gewaltbereiten Straftätern) sowie der Schutz von gefährdeten Personen und Gebäuden.
ObservationseinheitSpeziell ausgebildete Polizisten sind für die verdeckte Beobachtung von verdächtigen Personen zur Beschaffung von Beweismitteln zuständig. Die Landespolizei arbeitet aufgrund der Kleinheit des Landes im Observationsbereich eng mit den Schweizer Kollegen zusammen. Ein trilateraler Polizeikooperationsvertrag zwischen Liechtenstein, der Schweiz und Österreich über die polizeiliche Zusammenarbeit liefert dafür die rechtliche Grundlage.
AlpinkaderBei Ereignissen im alpinen Gelände wie Berg-, Flug-, Ski- und Lawinenunglücken kommt für die Tatbestandsaufnahme das Alpinkader zum Einsatz.
DiensthundewesenDie Landespolizei hat eine kleine Anzahl von ausgebildeten Schutzhunden im Dienst.
Desaster-Victim-Identification-Team (DVI)Bei grösseren Unfällen oder Straftaten mit zahlreichen Todesopfern kommen die Spezialisten des DVI-Teams zur Opferidentifizierung zum Einsatz.

## Geschichte

### Aufbau und Entwicklung im 20. Jahrhundert
Im Jahr 1932 wurde das Fürstlich Liechtensteinische Sicherheitskorps als uniformierter und bewaffneter Zivilwachkörper zur Aufrechterhaltung von Ruhe, Ordnung und Sicherheit konzipiert. Sieben Polizisten traten im April 1933 nach ihrer Ausbildung an der österreichischen Gendarmerieschule Bregenz ihren Dienst an und wurden im Regierungsgebäude in Vaduz einquartiert. Unterstützt wurden sie ab 1937 durch einen stetig wachsenden Bestand an Hilfspolizisten, den heutigen Bereitschaftspolizisten.
Schon Ende der 1950er Jahre zeigte sich, dass die bestehende Struktur des Sicherheitskorps als Einheitspolizei nicht mehr zeitgemäss war. Deshalb wurde zu Beginn der 1960er Jahre vom damaligen Polizeichef Josef Brunhart eine Reorganisation eingeleitet, welche im Jahr 1964 von der Fürstlichen Regierung genehmigt wurde. Durch die erstmalige Gliederung des Korps in die drei operativen Abteilungen Verwaltungs-, Fahndungs- und Verkehrsdienst konnte eine Spezialisierung der Polizeiarbeit erreicht werden. Der zunehmenden Internationalisierung der Polizeiarbeit wurde 1960 mit dem Beitritt zu Interpol Rechnung getragen.
Ende der 80er Jahre wurde ein zeitgemässes Polizeigesetz erarbeitet und aufgrund der Ermordung des Chefs der Kriminalpolizei, Heinz Hassler, im Jahr 1986 die Interventionseinheit aus Polizeigrenadieren aufgebaut. Aus Platzmangel im Regierungsgebäude wurde ein neues, den Bedürfnissen einer modernen Polizeiorganisation angepasstes Polizeigebäude in Vaduz errichtet, welches 1991 bezogen werden konnte.
1995 wurden die ersten Frauen als Polizistinnen bei der Landespolizei vereidigt. Im Jahre 1997 fand eine Neuuniformierung statt, welche optisch den Wandel des Sicherheitskorps zur Landespolizei markierte. Ein Jahr danach lancierte die Regierung eine Überprüfung der Organisationsstruktur der Landespolizei, um diesen Wandel auch innerorganisatorisch abzubilden. Diese Überprüfung führte schliesslich zur Reduktion auf zwei operative Abteilungen – die Sicherheits- und Verkehrspolizei sowie die Kriminalpolizei.

### Die Landespolizei im 21. Jahrhundert
Im Jahr 2000 löste ein vertraulicher Bericht des deutschen Bundesnachrichtendienstes über angebliche Geldwäscheaktivitäten in Liechtenstein, welcher den Medien zugespielt wurde, eine Finanzplatzkrise in Liechtenstein aus. Liechtenstein wurde vom Arbeitskreis Maßnahmen zur Geldwäschebekämpfung (FATF) auf eine schwarze Liste nicht-kooperativer Staaten bei der Geldwäschebekämpfung gesetzt. Die Fürstliche Regierung setzte einen Sonderstaatsanwalt ein und liess die erhobenen Vorwürfe untersuchen. Zur Unterstützung weilten von Mai 2000 bis März 2001 fast ein Jahr lang österreichische Wirtschaftsermittler in Liechtenstein, um die Kriminalpolizisten der Landespolizei bei den komplexen Abklärungen und Sachverhaltsermittlungen zu unterstützen.
Die Vorwürfe stellten sich mehrheitlich als haltlos heraus, jedoch deckten die Ermittlungen des Sonderstaatsanwalts Defizite im behördlichen Abwehrdispositiv gegen Geldwäscherei auf. Dies löste eine Reihe von organisatorischen und gesetzgeberischen Massnahmen aus. Unter anderem wurde eine Geldwäschemeldestelle, die Financial Intelligence Unit (FIU), geschaffen und bei der Landespolizei 2001 eine Einheit zur Bekämpfung von Wirtschaftsdelikten und organisierter Kriminalität (EWOK) aufgebaut, die noch heute als Kommissariat Wirtschaftskriminalität innerhalb der Kriminalpolizei besteht.
Die internationale Polizeikooperation gewann immer mehr an Bedeutung, speziell seit eine Wirtschaftseinheit der Landespolizei Finanzdelikte professionell zu untersuchen begann. So wurde 2001 der trilaterale Polizeikooperationsvertrag über die grenzüberschreitende Polizeizusammenarbeit zwischen Liechtenstein, Österreich und der Schweiz abgeschlossen, der eine enge und weitreichende Polizeikooperation mit den unmittelbaren Nachbarstaaten Liechtensteins ermöglicht. Im Dezember 2011 ist Liechtenstein dem Schengenraum beigetreten, womit einerseits die Grenzkontrollen zu Österreich wegfielen, zum anderen aber auch die Landespolizei über ihr SIRENE-Büro in das Schengener Informationssystem zur Personen- und Sachfahndung eingebunden wurde. Seit 2014 ist Liechtenstein Mitglied bei Europol und die Landespolizei kann vom grossen Verbindungsbeamtennetz am Hauptsitz in Den Haag genauso profitieren wie von den fundierten Analysen verschiedener Kriminalitätsphänomene. Die Landespolizei wird zudem einen Verbindungsbeamten bei Europol akkreditieren und damit zum ersten Mal auch ausserhalb Liechtensteins präsent sein.

## Ausrüstung
Das Ärmelabzeichen der Landespolizei besteht aus dem, mit einem Fürstenhut gekrönten, kleinen Wappen des Hauses Liechtenstein auf blauem Grund, das von zwei roten und goldenen Lorbeerzweigen umrahmt wird. Darüber steht der Schriftzug «Landespolizei», darunter «Fürstentum Liechtenstein». Die Landespolizei verfügt über Motorräder und Streifenwagen.

## Der Weg zur Polizei
Der Dienst bei der Landespolizei ist grundsätzlich nur für liechtensteinische Staatsbürger möglich. Der Landtag kann jedoch Ausnahmen bewilligen, wenn aus ganz speziellen Gründen ausländische Spezialisten als Polizisten bei der Landespolizei benötigt werden. Dies war etwa im Jahr 2001 der Fall, als im Zuge der Finanzplatzkrise in Liechtenstein rasch eine Wirtschaftseinheit bei der Landespolizei aufgestellt werden musste und entsprechend qualifizierte Finanzermittler in Liechtenstein nicht in ausreichender Zahl rekrutiert werden konnten.
Werden bei der Landespolizei Spezialisten für Führungs- und besondere polizeiliche Fachfunktionen benötigt, so können diese auch extern rekrutiert werden, sofern sie ein einschlägiges Hochschul- oder Fachhochschuldiplom oder einen gleichwertigen Ausbildungsnachweis besitzen. Die polizeiliche Ausbildung hat dann berufsbegleitend intern und an ausländischen Polizeiausbildungseinrichtungen zu erfolgen. Auf diesem Weg fanden in der Vergangenheit verschiedene Finanzermittler wie auch Abteilungsleiter und Polizeichefs zur Landespolizei.
Normalerweise führt der Weg zur Landespolizei jedoch über die Polizeischule Ostschweiz in Amriswil (Kanton Thurgau), an der auch die Liechtensteiner Polizeiaspiranten ausgebildet werden. Die Landespolizei unterhält aufgrund der Korpsgrösse keine eigene Ausbildungseinrichtung. Die Voraussetzungen, welche Interessenten zu erfüllen haben, damit sie zur schriftlichen Aufnahmeprüfung und dem Sporttest zugelassen werden, sind im Polizeigesetz festgehalten.

## Statistik
2021 wurden 1.147 Straftaten registriert, wovon 66 % aufgeklärt wurden. Tatverdächtig waren 496 Personen, wobei 31 % der ermittelten Tatverdächtigen die Liechtensteiner Staatsbürgerschaft besaßen. Im gleichen Jahr wurden 4 versuchte Tötungsdelikte erfasst. 404 Verkehrsunfälle wurden von der Polizei aufgenommen. Insgesamt rückte die Polizei zu 4.964 Einsätzen aus.